# Евангелие Анастасии
Евангелие Анастасии (пол. Ewangeliarz Anastazji) — евангелие XII века, написанное на латыни; хранится в фондах Национальной библиотеки в Варшаве. На 66 листах книги содержатся тексты четырёх Евангелий из Вульгаты и несколько других коротких произведений.

## История
Евангелие, вероятно, было написано во второй половине XII века. Возможно, оно попало в Плоцк во времена епископов Плоцка Александра Малонского или Вернера, которые отправились ко двору Фридриха Барбароссы в 1166 году. Первоначально кодекс хранился в библиотеке Плоцкого собора. Затем Болеслав Кудрявый мог перенести его в новое аббатство каноников в Червинске, где оно оставалось вплоть до XIX века (в документе 1808 года упоминается некое Евангелие в серебряном переплёте, хотя нет уверенности, является ли оно Евангелием Анастасии). В 1831 году епископ Адам Михал Пражмовский передал рукопись из монастыря, упразднённого в 1819 году, в библиотеку Общества друзей науки в Варшаве. После поражения Ноябрьского восстания книга была перевезена в Санкт-Петербург и помещена в Императорскую Публичную библиотеку. В 1921 году евангелие вернулось в Польшу. Перед началом Второй мировой войны Национальная библиотека эвакуировала рукопись и её оклад в Канаду, откуда она вернулась в 1959 году. В настоящее время она находится в коллекции Национальной библиотеки в Варшаве под каталожным номером II 3307.
Название Евангелие Анастасии (пол. Ewangeliarz Anastazji) связывают с княгиней Верхуславой Новгородской, женой Болеслава Кудрявого, чьё второе крестильное имя могло быть «Анастасия» (как её называл Ян Длугош). Её смерть могла стать причиной заказа Евангелия как дара-жертвы ради спасения её души.

## Описание
Размеры Евангелия 30,5×20 см. Книга состоит из 66 пергаментных карточек. 64 листа содержат в основном евангельские тексты, а два дополнительных листа, помещённые в начале, содержат запись о пожертвовании епископа Пражмовского и лист с текстом родословия Иисуса Христа, взятый из другого кодекса. Сами тексты Евангелия написаны в один столбец романским минускулом.
Особо ценным элементом Евангелия является его оклад, вероятно, сохранившийся в своём первоначальном виде. Он изготовлен из дуба, покрыт серебряным листом, украшен фигурными барельефами и заглавными буквами.
На передней обложке, выполненной в византийском стиле, изображено распятие Иисуса Христа со стоящими фигурами Марии и св. Иоанна, а также коленопреклонённой фигурой женщины, возможно, самой Анастасии. В верхних углах круглые медальоны с символом солнца и надписью «sol» и изображением луны и надписью «luna».
На задней обложке, несущей черты маасского искусства, изображён Христос на троне с двумя поднятыми вверх пальцами правой руки (так называемый Maiestas Domini) и буквами A. и W. В углах задней обложки изображены символы четырёх евангелистов: человека (Матфей), орла (Иоанн), льва (Марк), тельца (Лука).
Сочетание византийского и маасского стилей искусства позволяет предположить, что обложки могли быть созданы не на Маасе, а в самом Плоцке, и что их изготовили художники из региона Мааса, приехавшие в Плоцк. По словам Терезы Мрочко, серебряные оклады  являются уникальными для Европы, и только два сохранившихся Евангелия имеют похожие переплёты: из Намюра в Бельгии и из Тревизо в Италии.

## Содержание
Содержание Евангелия:
- две работы Иеронима Стридонского:

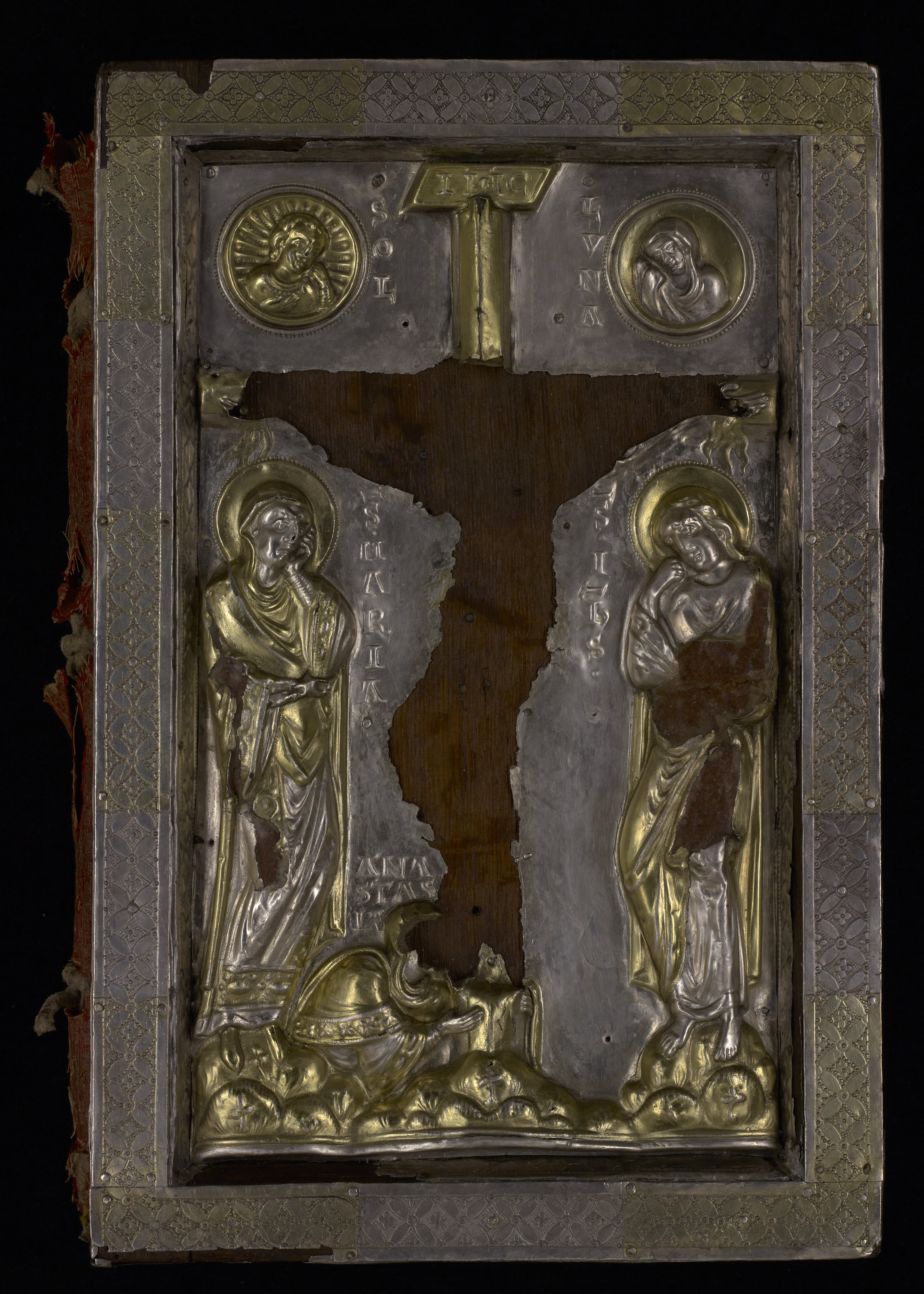
Верхняя обложка Евангелия

  - Praefatio in Evangelium Matthaei (с. 1v–3)
  - Prologus commentariorum in Evangelium Matthaei (с. 3–4)
- Argumenthum in Matteum Седулия Скота (с. 4–4v)
- Capitula (с. 4v–5v)
- Каноны Евсевия (с. 6–8)
- Евангелие от Матфея (с. 8v–23v)
- Евангелие от Луки (без начала, с. 24–43)
- Commentatio in Joannem Evangelistam (Комментарий к Евангелию от Иоанна) Беды Достопочтенного (с. 43v)
- Capitula (с. 43–44)
- Евангелие от Иоанна (с. 44–63)